# Jiří Besser
Jiří Besser, né le 4 août 1957 à Beroun, est un homme politique tchèque, membre du parti Maires et Indépendants (STAN).

## Biographie

### Formation et carrière
En 1981, il est diplômé en odontologie à l'université Charles de Prague. Il intègre, quelques semaines plus tard, l'antenne de l'Institut national de la santé de Beroun. Il rejoint le secteur privé en 1992, dans les domaines de la publicité ou l'immobilier.

### Engagement politique
Membre du Parti communiste tchécoslovaque (KSČ) à la fin des années 1980, il est élu maire de Beroun en 1994. Dix ans plus tard, il se présente aux élections sénatoriales sous l'étiquette du Parti libéral réformateur (LRS), mais termine en quatrième position.
Il adhère ensuite au parti Maires et Indépendants (STAN), dont il deviendra deuxième vice-président. Aux élections législatives des 28 et 29 mai 2010, il est candidat sur la liste du parti TOP 09 et gagne un siège à la Chambre des députés.
Il est nommé, le 13 juillet suivant, ministre de la Culture dans le gouvernement de Petr Nečas. Le 8 décembre 2011, il annonce sa démission, après des révélations selon lesquelles il aurait oublié de déclarer la propriété d'un bien immobilier aux États-Unis et eu un associé condamné récemment pour corruption. Son départ est effectif huit jours plus tard.